# Syrycjusz (papież)
Syrycjusz (ur. w Rzymie, zm. 26 listopada 399 tamże) – święty Kościoła katolickiego, 38. papież w okresie od 15 grudnia 384 do 26 listopada 399.

## Życiorys
Był rzymianinem, synem mieszczanina Tyburcjusza. Jako pierwszy używał tytułu papieża. Syrycjusz za pontyfikatu Liberiusza był lektorem, a potem diakonem. Został wybrany jednomyślnie i zatwierdzony przez cesarza Walentyniana II (375-392) na papieża. Został wybrany mimo kontrkandydatur Hieronima i powtórnie ubiegającego się o tę godność antypapieża Ursyna.
Syrycjusz pisał listy wzorowane na rozporządzeniach cesarskich, pisane w formie dekretów. Listy papieskie zawierały polecenia i zakazy bez ich uzasadnienia. Nakazywał dokonanie konsekracji biskupa w obecności większej liczby biskupów, a nie tylko jednego konsekratora.
Stworzył zalążek wikariatu papieskiego w Salonikach. Pontyfikat Syrycjusza zakłóciła herezja pryscylianów, odrzucająca dziewictwo Najświętszej Maryi Panny. W 390 roku papież poświęcił w Rzymie bazylikę św. Pawła za Murami. Za pontyfikatu Syrycjusza zmarł św. Marcin z Tours w 397 roku.
Syrycjusz odnowił dekret zakazujący księżom i diakonom zawierania małżeństw i zaczął egzekwować przepisy zabraniające kobietom mieszkania na plebaniach. Podczas synodu odbywającego się na przełomie lat 392 i 393 ekskomunikował mediolańskiego mnicha Jowiniana, który krytykował post i celibat oraz kwestionował dziewictwo Maryji po urodzeniu Jezusa. Za podobny pogląd został wyklęty biskup Niszu, którego zdaniem Maryja po urodzeniu Jezusa miała dzieci z Józefem.
Papież był zdeklarowanym przeciwnikiem współżycia intymnego – między innymi zalecał księżym małżeństwom wyrzeczenie się wspólnego łoża. Jego zdaniem: kto nie wyrzeka się rozkoszy ciała, nie jest godzien służyć Bogu. Kiedy przeciwko surowym nakazom Syrycjusza wystąpił święty Hieronim, papież doprowadził do wygnania go z Rzymu. Popularyzowany przez Syrycjusza surowy, ascetyczny styl życia doprowadził nawet do śmierci jednej z rzymskich matron.
Syrycjusz zmarł w Rzymie i został pochowany w bazylice S. Silvestro nad katakumbami Pryscylii przy Via Salaria. Został włączony do Martyrologium Rzymskiego dopiero w 1748 roku przez Benedykta XIV, który napisał rozprawę udowadniającą świętość Syrycjusza.
Jego wspomnienie liturgiczne obchodzone jest w dzienną pamiątkę śmierci.